# Czeska Partia Piratów
Czeska Partia Piratów (cz. Česká pirátská strana, Piráti) – czeska centrowa partia polityczna założona w 2009 roku.
Po wyborach parlamentarnych w 2017 roku jest trzecią co do wielkości partią w Izbie Poselskiej posiadając 22 z 200 mandatów. Partia parlamentarna zasiada w opozycji do rządu, a lider partii Ivan Bartoš pełni funkcję przewodniczącego Komisji Administracji Publicznej i Rozwoju Regionalnego. Partię reprezentuje także pięciu Senatorów. Partia utworzyła koalicję rządzącą w Radzie Miasta Pragi, a Zdeněk Hřib został burmistrzem Pragi. W wyborach europejskich w 2019 r. partia zyskała trzech eurodeputowanych, dołączyła do grupy parlamentarnej Zieloni–Wolny Sojusz Europejski, a lider Marcel Kolaja został wybrany jednym z czternastu wiceprzewodniczących Parlamentu Europejskiego. Partia posiada 99 z 675 mandatów w radach regionalnych od wyborów w październiku 2020 roku.

## Program
Program partii koncentruje się na politycznej przejrzystości i odpowiedzialności, walce z korupcją, e-administracji, wspieraniu małych przedsiębiorstw, elementach demokracji bezpośredniej, takich jak udział społeczeństwa w podejmowaniu decyzji, rozwój lokalny i swobody obywatelskie. Program prezentuje również propozycje reformy dotyczącej opodatkowania, edukacji, nauki, opieki zdrowotnej, ochrony środowiska, kultury, przemysłu i handlu, rolnictwa, wymiaru sprawiedliwości i stosunków zagranicznych. 
Partia ma również na celu zreformowanie przepisów dotyczących praw autorskich, rynków finansowych i bankowości, opodatkowania międzynarodowych korporacji i chociaż jest partią proeuropejską, dąży do rozwiązania problemu postrzeganego deficytu demokratycznej legitymacji w Unii Europejskiej poprzez decentralizację i subsydiarność. 
Jest to partia o orientacji od centrowej do centrolewicowej, postępowej w kontekście polityki Republiki Czeskiej. 
Czeska Partia Piratów jest generalnie proeuropejska i popierająca strefę euro, opowiada się jednocześnie za poważnymi reformami w obu instytucjach w celu rozwiązania problemu postrzeganego deficytu demokratycznego w Unii Europejskiej. Piraci proponują, aby Republika Czeska uczestniczyła w głównym nurcie integracji europejskiej i w podejmowaniu decyzji UE, ale powinna przyjąć euro tylko po spełnieniu określonych warunków. Partia popiera również członkostwo Czech w NATO, ale krytycznie odnosi się do agresji ze strony członków NATO i przekonuje, że jakiekolwiek zaangażowanie sił NATO poza terytoriami jej państw członkowskich powinno mieć miejsce tylko wtedy, gdy zostanie poparte rezolucją ONZ. Kierownictwo partii skrytykowało inwazje wojskowe NATO i zakwestionowało legalność wojen zainicjowanych przez Stany Zjednoczone w Afganistanie i Iraku oraz interwencji wojskowej w Libii w 2011 r. przez siły NATO. 
Partia wyraziła poparcie dla ogólnoeuropejskiego ruchu politycznego Democracy in Europe Movement 2025 (DiEM25). 
Partia posiada program polityki środowiskowej zatytułowany „Ekologia bez ideologii”, który skupia się na eliminacji dotacji na paliwa kopalne, wspieraniu badań naukowych i rozwoju dla alternatywnych źródeł energii (tj. odnawialnych i jądrowych), zrównoważonej gospodarce materiałowej od projektowania produktu do gospodarki odpadami, zrównoważonego transportu z preferencją dla transportu publicznego oraz zrównoważonego planowania miast i rozwoju miast. 
Partia wspiera prawa osób LGBT w Czechach. 

## Historia
27 maja 2009 roku złożono wniosek do ministerstwa spraw wewnętrznych o rejestrację partii; miesiąc później, w dniu 17 czerwca, Czeska Partia Piratów została zarejestrowana pod numerem MV-39553-7 / VS-2009.
28 czerwca 2009 roku w Průhonicach odbyło się konstytutywne forum partii, które wybrało władze i przyjęło założenia programowe. Pierwszym przewodniczącym Czeskiej Partii Piratów został Kamil Horký. Pod koniec października 2009 w Albrechticach nad Orlicą odbyło się pierwsze zebranie Zgromadzenia Ogólnego, na którym zostały zakończone prace nad statutem i wybrano nowe władze. Decyzją delegatów Ivan Bartoš został przewodniczącym partii.
W listopadzie 2024 roku nowym przewodniczącym partii został wybrany Zdeněk Hřib.

## Wyniki wyborów
Pierwszy raz partia wzięła udział w wyborach do Izby Poselskiej w maju 2010, w którym to ugrupowanie Ivana Bartoša otrzymało 0,8% głosów poparcia. W wyborach lokalnych do rady miasta Kladno, przeprowadzonych w dniach 18–19 marca 2011 roku, na Czeską Partię Piratów zagłosowało 0,75% wyborców. W wyborach w 2013 roku, mimo poprawy wyniku, partii nie udało się osiągnąć progu wyborczego. Udało się to natomiast w październiku 2017 roku, kiedy ugrupowanie zdobyło 10,79% głosów wprowadzając 22 deputowanych.
W wyborach lokalnych w 2018 partia uzyskała 262 miejsc, a Zdeněk Hřib został wybrany na nowego prezydenta Pragi. W wyborach do Parlamentu Europejskiego w 2019 roku partia uzyskała ponad 13% głosów, co przełożyło się na 3 eurodeputowanych. Piraci dołączyli do frakcji Zieloni – Wolny Sojusz Europejski.

Mapa wyników według regionów ostatnich wyborów parlamentarnych w 2017 r.

W wyborach w 2021 Koalicja Partia Piratów i Burmistrzowie Niezależni(PIRSTAN) uzyskała 15,54 procent głosów (dane z 99 procent komisji), dla porównania do Izby Poselskiej dostała się jeszcze prawicowa koalicja SPOLU uzyskała 27,62 proc. ugrupowanie Ano Babisza (premiera) 27,29 proc., antyeuropejska partia Wolność i Demokracja Bezpośrednia (SPD) - 9,59 proc. Do Izby Poselskiej(Sejmu) nie dostała się po raz pierwszy od 1989 Komunistyczna Partia Czech i Moraw (KSCzM), poza tym nie dostały się partie lewicowe jak socjaldemokracja oraz komuniści. Szacuje się, że tak wysoki wynik wyborczy Partii Piratów może zaowocować szansą na utworzenie gabinetu przez SPOLU i PIRSTAN.

### Wybory do Izby Poselskiej
| Rok  | Lider       | Liczba głosów                    | Procent głosów          | Liczba miejsc | ±    | Miejsce | Pozycja          |
| ---- | ----------- | -------------------------------- | ----------------------- | ------------- | ---- | ------- | ---------------- |
| 2010 | Ivan Bartoš | 42 323                           | 0,8                     | 0 / 200       | Nowa | 11.     | Brak miejsc      |
| 2013 | Ivan Bartoš | 132 417                          | 2,66                    | 0 / 200       | 0    | 9.      | Brak miejsc      |
| 2017 | Ivan Bartoš | 546 393                          | 10,79                   | 22 / 200      | 22   | 3.      | Opozycja         |
| 2021 | Ivan Bartoš | W ramach koalicji 839 776 głosów | W ramach koalicji 15,62 | 4 / 200       | -18  | 7.      | Koalicja rządowa |